# Fânațele Căpușului
Fânațele Căpușului – wieś w Rumunii, w okręgu Marusza, w gminie Iclănzel. W 2011 roku liczyła 85 mieszkańców.